# Għajn Qajjet
Għajn Qajjet (ou Għajn Qajjied) est un site archéologique composé de plusieurs tombes d'époque punique, situé près de la ville de Rabat à Malte.

## Découverte du site
Le site de Għajn Qajjet est situé à l'ouest de Rabat, dans une vallée particulièrement fertile de la région.
La première tombe du site est mise au jour par Themistocles Zammit en 1934, elle contenait une boucle de cuivre.
J. G. Baldacchino qui va fouiller le site dégagera en tout 20 tombes puniques : 8 ont déjà été pillées, 7 ne contiennent aucun objet mais 5 sont découvertes intactes.

## La chambre funéraire
Le 22 septembre 1950, des ouvriers creusant une tranchée dans la route tombent sur une importante chambre funéraire, creusée dans la roche, mesurant 3,6 m sur 3 m sur 1,7 m de hauteur. Le fond de la chambre a été creusé à m mètres sous la surface du sol, l'accès se faisant par une série de 21 marches creusées dans la roche. La porte d'entrée de la chambre était fermée par une large dalle de pierre dressée verticalement. À l'intérieur de la chambre est installée une vaste dalle de globigérine (dimension : 1,9 × 1,7 m × 12 cm d'épaisseur) sur laquelle reposaient deux squelettes humains adultes, un mâle et une femelle. D'autres ossements d'animaux reposaient à côté de la dalle. 

## Matériel exhumé
Auprès des membres des squelettes sont retrouvés cinq bracelets d'argent et deux de bronze, quatre bagues d'argent, quatre tiges de fer en forme de clef et une perle de feldspath. C'est, avec celle découverte en 1934, les deux seules tombes du site à contenir des ornements personnels.
Plusieurs poteries antiques sont également retrouvées. Les datations des divers artéfacts se divisent en deux périodes, la seconde moitié du VIIIe siècle av. J.-C. pour la plupart, donnant la date approximative de la tombe d'une part et quelques autres éléments datés du IIe siècle, suggérant une réutilisation ultérieure de la sépulture.
Parmi les objets de céramique se distinguent deux importants vases grecs : 
- un kylix proto-corinthien de la fin du VIIIe siècle av. J.-C.
- un kylix de Grèce oriental décoré de dessins d'oiseaux datant de la fin du VIIIe siècle av. J.-C. ou du début du VIIe siècle av. J.-C.

Un élément d'un porte-torche en bronze est également découvert, il est daté du début du VIIe siècle av. J.-C. et appartient à un type cypro-phénicien bien connu, similaire à d'autres retrouvés à Sidon, Chypre, Rhodes, Sardaigne et Caere.
Les datations retrouvées dans cette tombe correspondent aux plus vieilles traces assurées de la présence phénicienne sur l'archipel maltais.